# Omikron-Inseln
Die Omikron-Inseln (spanisch Grupo Ómicron) sind eine Gruppe kleiner Inseln und Klippenfelsen im Palmer-Archipel vor der Westküste des Grahamlands im Norden der Antarktischen Halbinsel. In der Gruppe der Melchior-Inseln liegen sie unmittelbar südöstlich der Omegainsel.
Ihr Name leitet sich vom Omikron ab, dem 15. Buchstaben des griechischen Alphabets. Die Benennung nahmen Wissenschaftler einer von 1942 bis 1943 durchgeführten argentinischen Antarktisexpedition vor.